# شهرستان یونگ‌وول
شهرستان یونگ‌وول (به کره‌ای: 영월군) یک شهرستان در شمال‌شرق کره جنوبی (مرکز-شرقی شبه‌جزیره کره) است که در تابعیت استان گانگوون قرار دارد.
شهرستان یونگ‌وول ۱٬۱۲۷٫۴۶ کیلومتر مربع مساحت و ۳۶٬۴۴۲ نفر جمعیت دارد.

## تاریخ
در مارس سال ۱۹۳۱ میلادی، «قصبهٔ یانگ‌بیون» [양변면] به جوچون تغییر نام داد.
در ژوئیه ۱۹۳۷، «قصبهٔ گونّه» [군내면] به یونگ‌وول تغییر نام داد.
پس از استقلال کره از ژاپن در سال ۱۹۴۵ میلادی، این کشور به دو نیمه تقسیم شد. مرز بین دو کره در آن زمان، مدار ۳۸ درجه شمالی در نظر گرفته شده بود. این مدار از میان استان (تاریخی) گانگوون عبور می‌کند. در نتیجه استان گانگوون به نیمهٔ شمالی و نیمهٔ جنوبی تقسیم شد. با این وجود، تمامی اراضی این شهرستان، در جنوب این مدار قرار گرفتند، و در تبعیت استان (جنوبی) گانگوون قرار گرفت. 
با پایان جنگ کره در سال ۱۹۵۳ میلادی و امضای آتش‌بس بین کره شمالی و ایالات متحده آمریکا، تمامی اراضی این شهرستان، بدون تغییر خاصی، تحت حاکمیت کره جنوبی، تحت مدیریت استان (جنوبی) گانگوون، قرار گرفت.
در ژانویه سال ۱۹۶۰ میلادی، «قصبه یونگ‌وول» به شهرک ارتقاء یافت. 
در ژانویه سال ۱۹۶۳میلادی، دو روستای «چون‌پیونگ» و «دوک‌گو» از «قصبهٔ چون‌یانگ»، شهرستان بونگهوا، استان گیونگ‌سانگ شمالی مجزاء شده و به قصبهٔ ساندونگ در تابعیت این شهرستان در استان گانگوون پیوست. 
در ژوئیه سال ۱۹۷۳ میلادی، «قصبه ساندونگ» به شهرک ارتقاء یافت. 
در آوریل سال ۱۹۸۶ میلادی، شش روستا از «شهرک ساندونگ» جدا شده و «قصبهٔ‌ جوندونگ»‌ [중동면] را تشکیل دادند.
در اکتبر سال ۲۰۰۹ میلادی، «قصبهٔ سو (غربی)» [서면] به «هانباندو» تغییر نام داد.
در همین تاریخ، «قصبهٔ هادونگ» [하동면] به «کیم ساتگات» تغییر نام داد.
در نوامبر سال ۲۰۱۶ میلادی، «قصبهٔ سوجو» [수주면] به «مورونگ‌دوون» تغییر نام داد.
در نوامبر سال ۲۰۲۱ میلادی، «قصبهٔ‌ جوندونگ»‌ [중동면] به «سانسول» تغییر نام داد.

## تقسیمات اداری
شهرستان یونگ‌وول به ۲ شهرک و ۷ قصبهٔ تابعه تقسیم شده است. در تابعیت این تقسیمات اداری، در مجموع ۵۷ عدد روستا وجود دارد.
|                  |                |            |                               |                               |                      |            |        |  |  |  |
| نام              | کره‌ای (هانگول) | هانجا      | برگردان لاتین (نظام اصلاح‌شده) | برگردان لاتین (مک‌کیون–ریشاور) | مساحت (کیلومتر مربع) | جمعیت-۲۰۲۵ | خانوار |  |  |  |
| شهرک سانگدونگ    | 상동읍         | 上東邑     | Sangdong-eup                  | Sangdong-ŭp                   | ۱۳۹٫۵۰               | ۱٬۰۱۲      | ۷۰۵    |  |  |  |
| شهرک یونگ‌وول     | 영월읍         | 寧越邑     | Yeongwol-eup                  | Yŏngwŏl-ŭp                    | ۱۷۲٫۴۱               | ۱۹٬۶۴۹     | ۱۰٬۵۶۲ |  |  |  |
| قصبه بوک (شمالی) | 북면           | 北面       | Buk-myeon                     | Buk-myŏn                      | ۱۱۱٫۳۴               | ۲٬۰۱۰      | ۱٬۲۴۴  |  |  |  |
| قصبه جوچون       | 주천면         | 酒泉面     | Jucheon-myeon                 | Chuch'ŏn-myŏn                 | ۱۰۲٫۵۱               | ۳٬۷۹۰      | ۲٬۳۴۸  |  |  |  |
| قصبه سانسول      | 산솔면         | 산솔面     | Sansol-myeon                  | Sansol-myŏn                   | ۱۲۴٫۷۷               | ۱٬۳۷۹      | ۸۶۸    |  |  |  |
| قصبه کیم ساتگات  | 김삿갓면       | 金삿갓面   | Nam-myeon                     | Nam-myŏn                      | ۱۷۱٫۵۰               | ۱٬۷۳۵      | ۱٬۰۹۷  |  |  |  |
| قصبه مورونگ‌دوون  | 무릉도원면     | 武陵桃源面 | Mureungdowon-myeon            | Murŭngdowŏn-myŏn              | ۱۵۳٫۳۷               | ۲٬۰۹۹      | ۱٬۳۱۱  |  |  |  |
| قصبه نام (جنوبی) | 남면           | 北面       | Nam-myeon                     | Nam-myŏn                      | ۸۲٫۱۸                | ۲٬۰۹۹      | ۱٬۳۲۴  |  |  |  |
| قصبه هانباندو    | 한반도면       | 韓半島面   | Hanbando-myeon                | Hanbando-myŏn                 | ۶۹٫۸۷                | ۲٬۶۹۹      | ۱٬۶۳۸  |  |  |  |

### لیست روستاها
شهرک سانگدونگ
| - چون‌پیونگ (천평리، Cheonpyeong‑ri) - دوک‌گو (덕구리، Deokgu‑ri) | - گوره (구래리، Gurae‑ri) | - نه‌دوک (내덕리، Naedeok‑ri) |

 شهرک یونگ‌وول
| - بانگ‌جول (방절리، Bangjeol‑ri) - پالگو (팔괴리، Palgoe‑ri) - جونگ‌یانگ (정양리، Jeongyang‑ri) - دوکپو (덕포리، Deokpo‑ri) | - ساموک (삼옥리، Samok‑ri) - گئون (거운리، Geoun‑ri) - مونسان (문산리، Munsan‑ri) - هاسونگ (하송리، Hasong‑ri) | - هونگ‌وول (흥월리، Heungwol‑ri) - یونگ‌هونگ (영흥리، Yeongheung‑ri) - یونها (연하리، Yeonha‑ri) |

قصبه بوک (شمالی)
| - دوکسانگ (덕상리، Deoksang‑ri) - گونگ‌گی (공기리، Gonggi‑ri) | - ماچاری (마차리، Machari‑ri) - مونگوک (문곡리، Mungok‑ri) | - یوندوک (연덕리، Yeondeok‑ri) |

قصبه جوچون
| - پانون (판운리، Panun‑ri) - جوچون (주천리، Jucheon‑ri) | - دوچون (도천리، Docheon‑ri) - شینیل (신일리، Sinil‑ri) | - گومّا (금마리، Geumma‑ri) - یونگسوک (용석리، Yongseok‑ri) |

قصبه سانسول
| - ایموک (이목리، Imok‑ri) - جیکدونگ (직동리، Jikdong‑ri) | - سوکهانگ (석항리، Seokhang‑ri) - نوکجون (녹전리، Nokjeon‑ri) | - هواوون (화원리، Hwawon‑ri) - یونسانگ (연상리، Yeonsang‑ri) |

قصبه کیم ساتگات
| - اوریونگ (외룡리، Oeryong‑ri) - اوکدونگ (옥동리، Okdong‑ri) - جومون (주문리، Jumun‑ri) | - جین‌بیون (진별리، Jinbyeol‑ri) - ده‌یا (대야리، Daeya‑ri) - گاکدونگ (각동리، Gakdong‑ri) | - نه (내리، Nae‑ri) - واسوک (와석리، Waseok‑ri) - یه‌میل (예밀리، Yemil‑ri) |

قصبه مورونگ‌دوون
| - اونهاک (운학리، Unhak‑ri) - بوپ‌هونگ (법흥리، Beopheung‑ri) | - دوسان (두산리، Dusan‑ri) - دوون (도원리، Dowon‑ri) | - مورونگ (무릉리، Mureung‑ri) |

قصبه نام (جنوبی)
| - بوکسانگ (북쌍리، Buksang‑ri) - توگیو (토교리، Togyo‑ri) | - جوجون (조전리، Jojeon‑ri) - چانگ‌وون (창원리، Changwon‑ri) | - گوانگچون (광천리، Gwangcheon‑ri) - یوندانگ (연당리، Yeondang‑ri) |

قصبه هانباندو
| - اونگجونگ (옹정리، Ongjeong‑ri) - سانگ‌یونگ (쌍용리، Ssangyong‑ri) | - شینچون (신천리، Sincheon‑ri) - گوانگجون (광전리، Gwangjeon‑ri) | - هوتان (후탄리، Hutan‑ri) |